# ¿Qué pasa?
¿Qué pasa? fu un settimanale spagnolo di politica della destra che si autodefiniva cattolico tradizionalista, monarchista e conservatrice, affine al carlismo.

## Storia

### Primo periodo
Diretto dall'ex massone Joaquín Pérez Madrigal, il primo numero uscì in stampa il 1° maggio 1941 e fu descritto come "un impoverente miscuglio di toni falangisti e carlisti, carico di discorsi filonazisti e di una costante anglofobia, insieme a continui riferimenti antiebraici".

### Mons. Marcel Lefebvre
Insieme al movimento politico Fuerza Nueva e il relativo periodico, piccoli gruppi carlisti tradizionalisti, a testate della stampa religiosa conservatrice come Iglesia-Mundo, Roca Viva e El Cruzado Español, ¿Qué Pasa? sostenne i sacerdoti della Hermandad Sacerdotal Española (Fratellanza Sacerdotale Spagnola), entità che si opponeva al Concilio Vaticano II, raggruppando circa 6.000 membri del clero diocesano e religioso, alle cui dipendenze c'erano le Unioni secolari, che riunivano i laici impegnati nella difesa della fede tradizionale. Il cardinale Vicente Enrique y Tarancón li definì "l'opposizione degli altri", in riferimento all'opposizione al progressismo conciliare. Questi organi di stampa mostrarono il loro sostegno a Mons. Marcel Lefebvre fino alla sua sospensione a divinis. In alcuni casi ci fu una stretta collaborazione con l'arcivescovo francese nella formazione di una resistenza cattolica in difesa della tradizione. Nel caso di Fuerza Nueva, il sostegno a Mons. Lefebvre, insieme all'identificazione con le sue idee contrarie al Concilio, faceva parte di una strategia politica che si opponeva al sostegno della Chiesa spagnola al processo di democratizzazione successivo alla morte del generale Franco e alla l'inevitabile fine dello Stato confessionale cattolico annunciata nel progetto costituzionale da approvarsi nel 1978. In una conferenza tenuta nel marzo 1978 presso una sede del partito dichiarò che la nuova costituzione laicista poneva sullo stesso piano buddisti, protestanti e cattolici, negando la regalità sociale di Cristo in Spagna.

### Secondo periodo
Un secondo periodo, dal gennaio 1964 fino alla sua scomparsa nel luglio 1981, abbandonò gli approcci falangisti e si avvicinò ancora di più al monarchismo tradizionale e al carlismo. Durante questa seconda fase, il suo consiglio di amministrazione fu presieduto da Roberto Gonzalo Bayod. Tra i suoi collaboratori in questo periodo vi furono Blas Piñar e Julián Gil de Sagredo.
Dal 1971 al 1977, il suo vicedirettore fu il giornalista, accademico e vincitore del Premio Nazionale di Letteratura José Sanz y Díaz.
Tra gli altri collaboratori vi fu Mauricio Carlavilla.